# Nabadium pyrenaicum
Nabadium pyrenaicum är en flockblommig växtart som först beskrevs av Antoine Gouan, och fick sitt nu gällande namn av Constantine Samuel Rafinesque. Nabadium pyrenaicum ingår i släktet Nabadium och familjen flockblommiga växter. Inga underarter finns listade i Catalogue of Life.